# Подъёмный мост (Дулут)

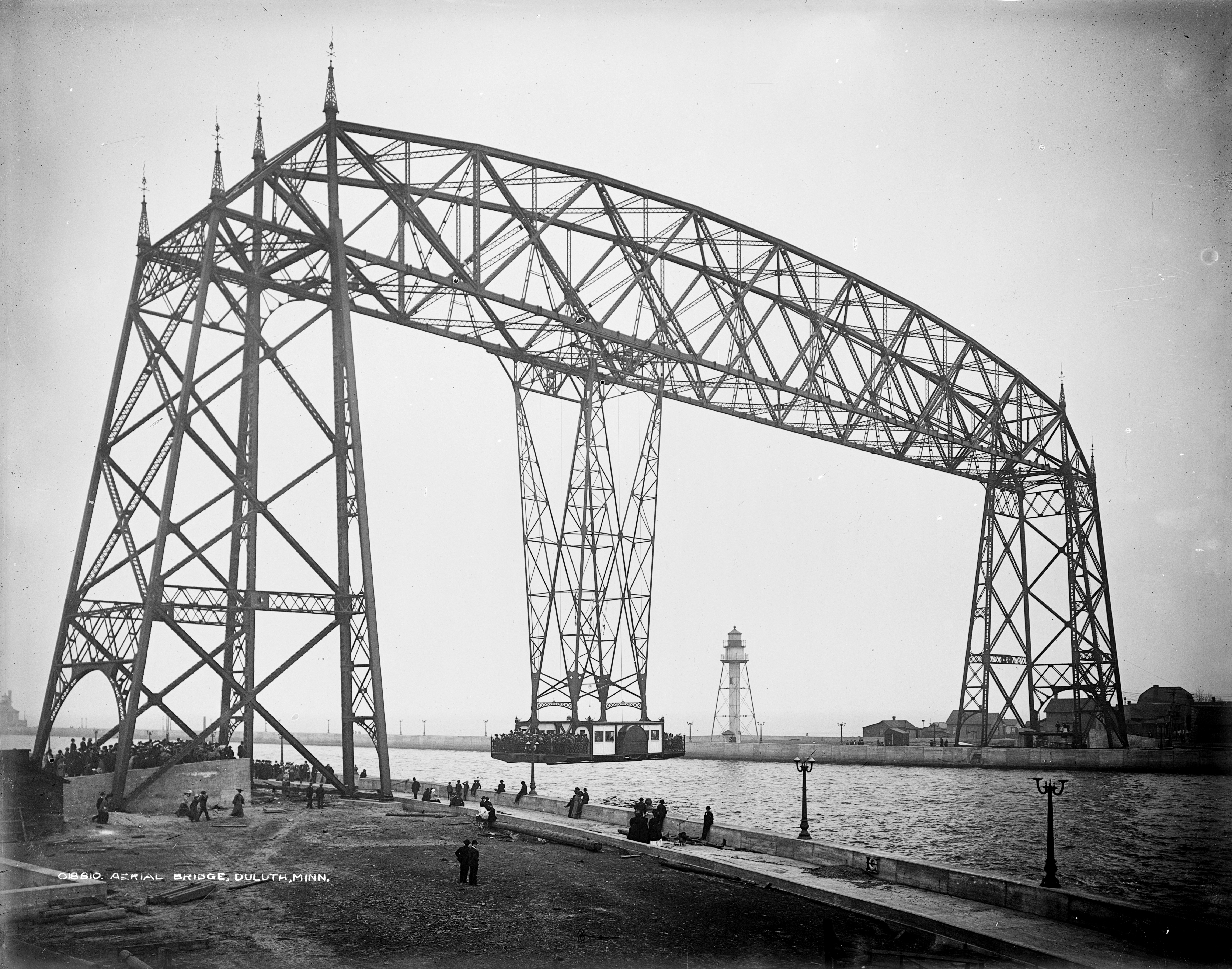
Летающий паром в 1905 году

Подъёмный мост, называемый Aerial Lift Bridge, перекинут через судоходный канал устья реки Сент-Луис в городе Дулут, Миннесота, Соединённые Штаты Америки.
Судоходный канал у основания песчаной косы Миннесота-Пойнт при впадении реки Сент-Луис в озеро Верхнее был сооружён в 1870—1871 годах. Он позволил заходить в порт Дулута более крупным судам и сократил их путь на 11 километров; однако жители косы в одночасье стали островитянами, потеряв удобное сообщение с городом. Паром мог действовать только в тёплое время года, зимой же лёд препятствовал его работе, однако не был достаточно крепким для создания ледовой переправы. Построили пешеходный поворотный мост, довольно шаткий и небезопасный; понятно было, что проблемы он не решает.
В 1892 году Джон Лоу Уодделл стал победителем конкурса, организованного городом, с проектом вертикально-подъёмного моста шириной около 40 метров. Однако против выступили военные, указав, что такой мост слишком сужает проход в гавань и при разрушении может полностью блокировать использование порта. Проект моста уехал в Чикаго, где воплотился как немного более крупный мост на Саут-Халстед-стрит, проработавший до сноса в 1932 году.
Когда в 1893 году в Бильбао был сооружён первый в истории техники летающий паром, местный инженер Томас Макгилврей задумался об использовании в Дулуте подобной конструкции. В 1901 году приступили к строительству, и 27 марта 1905 году летающий паром, единственный за всю историю Соединённых Штатов Америки, был готов. Стальная несущая арка парома высотой 56 метров весила более 600 тонн. Подвесную гондолу грузоподъёмностью 54 тонны оформили как колёсный пароход, она была способна переправлять на другой берег легковые и грузовые машины или до 350 человек пассажиров. Переправа занимала одну минуту, в часы пик гондола отправлялась каждые пять минут.
Шло время, становилось больше машин, увеличивалось население косы, да плюс к тому она стала туристическим объектом. К середине 1920 годов стало ясно, что летающий паром уже не справляется с растущим транспортным потоком. Вопрос о разводном мосте снова встал в полный рост, за реконструкцию переправы в 1929 году взялись потомки того же Джона Лоу Уодделла. Подвесная гондола была заменена на подъёмный пролёт длиной 120 метров. Для того, чтобы подвижный пролёт, поднявшись вверх, обеспечивал пропуск судов той же высоты, несущий верхний пролёт надо было поднять ещё выше. Опорные фермы также подверглись реконструкции и укреплению, в них теперь ходят противовесы. Впервые новый мост был разведён для буксира Корпуса инженеров армии США Essayons 29 марта 1930 года.
При разведении моста подвижный пролёт поднимается на 35 метров за 55 секунд. Мост разводится для прохода судов до 30 раз в сутки. В 2005 году жители Дулута широко отмечали 100-летие подъёмного моста, ставшего яркой достопримечательностью города, а в 2017 году мост стал одним из национальных исторических памятников гражданского строительства США.